# Жертва (фильм, 2020)
«Жертва» (англ. Sacrifice) — фильм ужасов 2020 года режиссера Энди Коллера. Основан на рассказе «Люди из ткани» Пола Кейна и относится к жанру лавкрафтовские ужасы. Культ отсылает к рассказу «Зов Ктулху», а фамилия Пикман отсылает к рассказу «Модель Пикмана».

## Сюжет
Исаак и его беременная жена Эмма получают в наследство дом на острове. Переехав туда жить они вскоре встречают сектантов языческого культа, которые совершают жертвоприношения и поклоняются Спящему божеству. События становятся зловещими, когда герои находят идолы Ктулху.

## В ролях
- Софи Стивенс в роли Эммы Пикман.
- Людовик Хьюз в роли Исаака Пикмана.
- Барбара Крэмптон в роли Ренаты Найгард.
- Лукас Лофран в роли Гуннар.
- Джоанна Адде Даль в роли Астрид Найгард.
- Джек Кристиансен в роли Ледвор.
- Эрик Лундин в роли Хальштейна.
- Даг Серли в роли Матиас.
- Ингеборг Морк Хаскьольд в роли миссис Йорстад.
- Эдвин Розет-Ойе в роли молодого Исаака.
- Анника Жозефина Стромблад в роли лавочника.
- Бальдер в роли Бьорк в детстве.

## Премьера
Премьера фильма состоялась на Лондонском кинофестивале FrightFest в 2020 году. Он был выпущен на видео 9 февраля 2021 года и на Blu-ray 23 февраля 2021 года.

## Критика
На сайте Rotten Tomatoes из 16 рецензий критиков 10 оценили фильм как положительный и 5 как отрицательный, — что соответствует рейтингу 63%. Зрительская оценка составляет 6,1/10. The Guardian поставили фильму 3/5 звезд и написали, что в нём есть «атмосфера Джалло 1970-х».